# 阿爾瓦 (佛羅里達州)
阿爾瓦（英語：Alva）是位於美國佛羅里達州李縣的一個人口普查指定地區。

## 地理
阿爾瓦的座標為26°42′37″N 81°37′43″W / 26.71028°N 81.62861°W，而該地最高點為海拔高度5米（即16英尺）。

## 人口
根據2010年美國人口普查的數據，阿爾瓦的面積為48.70平方千米，當中陸地面積為46.50平方千米，而水域面積為2.20平方千米。當地共有人口2596人，而人口密度為每平方千米53人。